# Vile Live
Vile Live är en DVD av Cannibal Corpse som följer med återutgåvan av Vile. Den spelades in under Vile-turnén den 3 februari och 4 februari 1997 och består av en full konsert med Cannibal Corpse der många av låtarna från Vile är med.

## Låtlista
3 februari 1997
1. Perverse Suffering
2. Stripped Raped and Strangled
3. Covered with Sores
4. Monolith
5. Addicted to Vaginal Skin
6. Force Fed Broken Glass
7. Fucked with a Knife
8. Gutted
9. Bloodlands
10. Shredded Humans
11. Staring Through the Eyes of the Dead
12. A Skull Full of Maggots
13. Devoured by Vermin
14. Hammer Smashed Face

4 februari 1997
1. Pulverized
2. Puncture Wound Massacre
3. Mummified in Barbed Wire
4. Orgasm Through Torture